# دختر اقیانوس
دختر اقیانوس (انگلیسی: Ocean Girl) یک مجموعهٔ تلویزیونی علمی-تخیلی استرالیایی است که در سال ۱۹۹۴ منتشر شد. در ایالات متحده آمریکا این سریال از شبکه دیزنی پخش شد.

## گزیدهٔ بازیگران
- ماژنا گودیتسکی
- دیوید هافلین
- جفری واکر
- الکس پیندر
- کری آرمسترانگ
- لیز برچ
- گرگوری راس
- نیکولاس بل
- پاملا ریب
- میکلا نونان